# جایزه بزرگ اتریش ۱۹۶۴
جایزه بزرگ اتریش ۱۹۶۴ (انگلیسی: ‎1964 Austrian Grand Prix‎) یک مسابقهٔ موتوری در رشتهٔ اتومبیل‌رانی فرمول یک بود که در تاریخ ۲۳ اوت ۱۹۶۴ در فرودگاه زلتوگ واقع در زلتوگ، اتریش برگزار شد. این گراند پری در میان ۱۰ گراند پری در فصل ۱۹۶۴، مسابقهٔ شمارهٔ ۷ بود.
در این مسابقه که در ۱۰۵ دور و به مسافت ۳۳۶٫۰ کیلومتر (۲۰۸٫۷۸۱ مایل) برگزار شد، پول پوزیشن توسط گراهام هیل کسب شد و سریع‌ترین زمان برای طی یک دور پیست که برابر با ۱:۱۰٫۵۶ بود نیز توسط دن گرنی به ثبت رسید.
لورنزو باندینی از تیم فراری، ریچی گینتر از تیم بی‌آرام و باب اندرسون از تیم برابام-کلیمکس به‌ترتیب مقام‌های اول تا سوم مسابقه را کسب کردند.

## رده‌بندی قهرمانی پس از مسابقه
|       | جایگاه | راننده         | امتیاز |
| ----- | ------ | -------------- | ------ |
|       | ۱      | گراهام هیل     | ۳۲     |
|       | ۲      | جیم کلارک      | ۳۰     |
|       | ۳      | جان سرتیز      | ۱۹     |
|       | ۴      | ریچی گینتر     | ۱۷     |
| ۴     | ۵      | لورنزو باندینی | ۱۵     |
| منبع: |        |                |        |

|       | جایگاه | سازنده        | امتیاز  |
| ----- | ------ | ------------- | ------- |
| ۱     | ۱      | بی‌آرام        | ۳۶ (۳۹) |
| ۱     | ۲      | لوتوس-کلیمکس  | ۳۴      |
|       | ۳      | فراری         | ۲۸      |
|       | ۴      | برابام-کلیمکس | ۲۱      |
|       | ۵      | کوپر-کلیمکس   | ۱۰      |
| منبع: |        |               |         |

یادداشت
- تنها پنج جایگاه نخست از هر رده‌بندی نمایش داده شده‌است.